# Polemon bocourti
Polemon bocourti är en ormart som beskrevs av Mocquard, 1897. Polemon bocourti ingår i släktet Polemon och familjen Atractaspididae. Inga underarter finns listade i Catalogue of Life.
Denna orm förekommer i Afrika från Kamerun till centrala Kongo-Kinshasa och norra Angola. Arten lever i låglandet och i bergstrakter mellan 200 och 1200 meter över havet. Polemon bocourti vistas i fuktiga ursprungliga skogar. Individerna gräver i lövskiktet och i det översta jordlagret. Honor lägger ägg.
För beståndet är inga hot kända. Hela populationen antas vara stor. IUCN listar arten som livskraftig (LC).